# John Kobal
John Kobal (născut Ivan Kobaly; n. 30 mai 1940 – d. 28 octombrie 1991) a fost un istoric de film britanic de origine austriacă, creator al Colecției Kobal, o bibliotecă de fotografii comerciale referitoare la industria cinematografică.

## Biografie
Ivan Kobaly (numit după tatăl său) s-a născut în orașul Linz din Austria. Tatăl său era de origine ruteană, iar mama sa era austriacă. Familia sa a emigrat în Canada când el avea zece ani și s-a stabilit la Ottawa. O întâlnire întâmplătoare pe care a avut-o la sfârșitul anilor 1950 cu Marlene Dietrich la Montreal (Canada) i-a stârnit interesul pentru Epoca de Aur a Hollywoodului. La vârsta de 18 ani a mers la New York cu intenția de a deveni actor profesionist.
În 1960 a plecat la Londra pentru a studia actoria, dar a ajuns acolo după începerea cursurilor și a avut o carieră de scurtă durată ca actor la începutul anilor 1960, mergând în turnee cu diferite trupe teatrale. În această perioadă a început să colecționeze reviste, cărți poștale, fotografii și multe obiecte asociate cu filmul. S-a mutat în 1964 la New York, unde a colaborat la programul „Movie Go Round” de la postul de radio BBC și prin contactele sale din industria cinematografică a început să achiziționeze fotografii și să-și construiască o colecție de fotografii referitoare la începuturile cinematografiei, ajungând în cele din urmă să aibă aproximativ 4.500 de fotografii de la sfârșitul epocii filmului mut până în 1960. Materialul a fost considerat apoi de mică valoare și aruncat în mod regulat. În 1966 Kobal a publicat prima sa carte, o biografie în imagini a Gretei Garbo, pe care a alcătuit-o în colaborare cu criticul de film britanic Raymond Durgnat.
Autor a 30 de cărți despre istoria cinematografiei americane, Kobal a fost responsabil pentru organizarea primei expoziții de fotografii referitoare legate de Hollywood la Victoria and Albert Museum din Londra în 1974. Criticul John Russell Taylor a descris contribuția lui Kobal în domeniul cercetării istoriei cinematografiei ca fiind „unică”. Kobal a murit la Londra la vârsta de 51 de ani, în urma unei pneumonii cauzate de infectarea cu virusul HIV.
Ultima sa biografie, The Lost World of DeMille (University Press of Mississippi), a fost publicată abia în 2019.

## The John Kobal Foundation
Fundația John Kobal, căreia i-a donat colecția sa, a fost înființată ca organizație caritabilă la sfârșitul anului 1992 și a acordat un premiu anual pentru portret fotografic între anii 1993 și 2002.
Colecția este împărțită la sediile din Londra și New York ale The Picture Desk și este formată acum din peste 200.000 de imagini. Sunt organizate periodic mai multe expoziții comandate de Festivalul Internațional de Film de la Cannes și de prestigioase magazine universale din Japonia.

## Opera (selecție)
- Greta Garbo, Londra și New York: Studio Vista/Dutton, 1965 - împreună cu Raymond Durgnat
- Marlene Dietrich, Londra și New York: Studio Vista/Dutton, 1968
- Gotta Sing, Gotta Dance, Londra: Hamlyn, 1970
- Sexual Alienation in the Cinema; The Dynamics of Sexual Freedom, Londra: Studio Vista, 1972 - împreună cu Raymond Durgnat
- Gods & Goddesses of the Movies, New York: Crescent Books, 1973; editor general Sheridan Morley; introducere de Deborah Kerr.
- Romance and the Cinema, Londra: Studio Vista, 1973
- Marilyn Monroe, London: Hamlyn, 1974; introducere David Robinson
- 50 Years of Movie Posters, Londra: Hamlyn, 1974; introducere de David Robinson
- Spectacular: The Story of Epic Films, Londra: Hamlyn, 1974
- 50 Super Stars, New York: Bounty Books, 1974; introducere de John Russell Taylor
- Hollywood Glamour Portraits: 145 Photos of Stars 1926-1949, New York: Dover, 1976
- Rita Hayworth: The Time, the Place and the Woman, New York: W.W. Norton & Co, 1977
- Movie Star Portraits of the Forties, New York: Dover, 1977
- Hollywood: The Pioneers, New York: Harper Collins, 1979 - împreună cu Kevin Brownlow
- The Art of the Great Hollywood Portrait Photographers 1925-1940, NY: Alfred A. Knopf, 1980
- Film Star Portraits of the Fifties, New York: Dover, 1980
- Hollywood Color Portraits, New York: William Morrow, 1981
- Great Film Stills of the German Silent Era, New York: Dover, 1981; introducere de Lotte H. Eisner
- Foyer Pleasure: The Golden Age of Cinema Lobby Cards, Londra: Aurum, 1982 - împreună cu V.A. Wilson
- Hollywood: The Years of Innocence, Londra: Thames & Hudson, 1985
- Portraits of the British Cinema: 60 Glorious Years 1925-1985, Londra: Aurum Press, 1985 - împreună cu John Russell Taylor
- People Will Talk, New York: Alfred A. Knopf, 1986
- Frank Martin: Hollywood - Continental, Londra: Academy Editions, 1988 - împreună cu Victor Arwas
- John Kobal Presents the Top 100 Movies, New York: New American Library, 1988
- The Man Who Shot Garbo; The Hollywood Photographs of Clarence Sinclair Bull, Londra: Simon & Schuster, 1989; introducere de Katharine Hepburn - împreună cu Terence Pepper
- The Lost World of DeMille, Jackson, MS: University Press of Mississippi, 2019